# Henryk z Blois
Henryk z Blois, zwany również Henrykiem z Winchesteru (ur. 1101, zm. 8 sierpnia 1171) – opat w Glastonbury, biskup Winchesteru, młodszy syn Stefana Henryka, hrabiego Blois, i Adeli, córki Wilhelma Zdobywcy, młodszy brat hrabiego Szampanii Tybalda II i króla Anglii Stefana.
Henryk kształcił się w opactwie Cluny. Przez swojego wuja, króla Henryka I, został mianowany opatem w Glastonbury. 4 października 1129 został mianowany biskupem Winchesteru. Pozwolono mu również zachować tytuł opata. Konsekracja Henryka na biskupa nastąpiła 17 listopada 1129. W 1135 poparł kandydaturę swojego brata Stefana na króla Anglii. Relacje między Stefanem i Henrykiem nie zawsze układały się poprawnie, ale Henryk często sprawował rządy nad królestwem w czasie, gdy Stefan walczył ze swoimi przeciwnikami politycznymi.

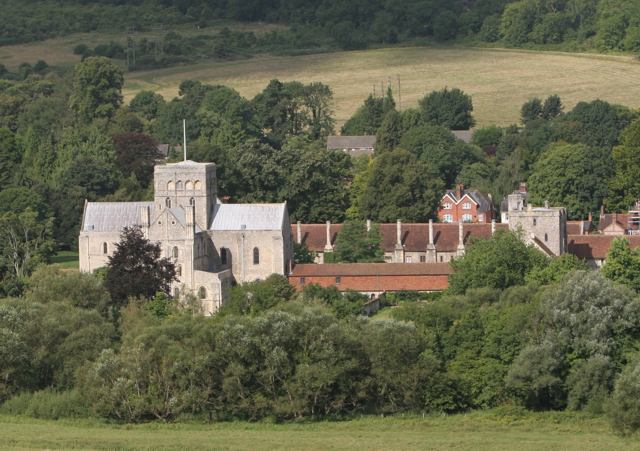
Szpital św. Krzyża ufundowany przez Henryka

Po przegranej Stefana pod Lincoln w 1141 r. Henryk nawiązał kontakty z przeciwniczką brata, cesarzową Matyldą. Aroganckie postępowanie pretendentki spowodowało jednak, że już w 1142 Henryk powrócił na stronę Stefana i z powodzeniem obronił diecezję Winchester przed atakiem wojsk Matyldy. Do śmierci brata w 1154 Henryk pozostał jego najbliższym doradcą. Z aktywnego życia politycznego wycofał się po wstąpieniu na tron Henryka II. Pod koniec życia został mianowany przewodniczącym sądu nad Thomasem Becketem.
Henryk był bardzo aktywnym biskupem. Przebudował opactwo w Glastonbury, katedrę i pałac w Winchesterze, na jego polecenie wybudowano zamek Farnham w hrabstwie Surrey oraz rozpoczęto budowę szpitala św. Krzyża w Winchesterze. Pod mecenasem Henryka powstało wiele książek, m.in. Starożytności Glastonbury Wilhelma z Malmsbury. Zlecił również napisanie największej ilustrowanej Biblii w historii. Biblia owa jest przechowywana w Winchesterze, ale nigdy nie została ukończona.
Biskup zmarł w 1171 i został pochowany pod chórem katedry w Winchesterze.